# Charles Fleischer

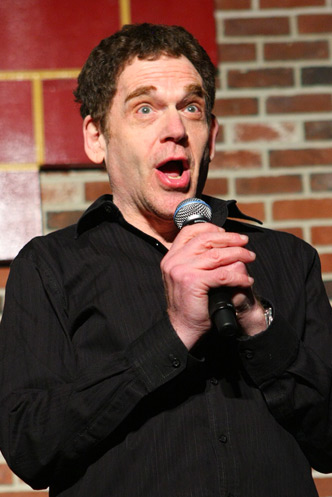
Fleischer in The Improv im Harrah’s Las Vegas in Las Vegas, Nevada, 2011

Charles Fleischer (* 27. August 1950 in Washington, D.C.) ist ein US-amerikanischer Stand-up-Comedian, Schauspieler, Musiker und Synchronsprecher. In den Vereinigten Staaten erlangte er vor allem durch die Stimme von Roger Rabbit unter anderem in Falsches Spiel mit Roger Rabbit von 1988 Bekanntheit. Des Weiteren tritt er auch sporadisch als Schriftsteller, Drehbuchautor und Songwriter in Erscheinung.

## Leben

### Früher Beginn... bis in die 1970er
Fleischer begann seine Karriere als Stand-up-Comedian im Alter von etwa neun Jahren beim Kamp Kewanee in La Plume, Pennsylvania. Zu seinen Vorbildern, die ihn dazu inspirierten als Komiker aufzutreten, zählten zu dieser Zeit vor allem Jonathan Winters und Groucho Marx. Seine Schulausbildung schloss er unter anderem am Southampton College der Long Island University, an dem er Medizin studierte, ab und begann erst einige Jahre später eine Schauspielausbildung am Goodman Theatre in Chicago. Der Vater zweier Kinder, dessen Hobby schon seit jeher die Mathematik ist, schrieb in seinem Buch The Moleeds seine eigenen mathematischen Theorien nieder. Mit einer Abwandlung dieses Buches tritt er noch heute bei seinen Shows als Stand-up-Comedian in Erscheinung und verwandelt das Ganze in eine Satire. Unter anderem machte Fleischer eine wissenschaftliche Entdeckung und Veröffentlichung über Gammablitze, die unter anderem auf der Homepage der Cornell University Library aufscheint. Außerdem hat er ein Patent auf ein Gerät, das den Goldenen Schnitt misst. Während seiner Urlaubszeiten kam er des Öfteren nach Kalifornien, wo er erste Bühnenerfahrungen als Komiker sammelte. Bei einer dieser Veranstaltungen im The Comedy Store wurde auch Robert Zemeckis, der Regisseur des Klassikers Falsches Spiel mit Roger Rabbit, auf ihn aufmerksam, der ihn schlussendlich für den 1988 veröffentlichten Zeichentrick/Realfilm-Mix in den Cast holte. Im Film lieh er der Hauptfigur Roger Rabbit, sowie den weiteren Charakteren Benny, das Taxi, Psycho (Wiesel) und Greasy (Wiesel) die Stimme. Erste Auftritte in Film bzw. Fernsehen hatte Fleischer im Jahre 1973, als er unter anderem in einer Episode der nur kurzlebigen US-Krimiserie Hawkins, sowie in der Talkshow The Mike Douglas Show in Erscheinung trat. In den 1970ern hatte er schließlich weitere Einsätze in Serien wie Police Story, Barney Miller, Welcome Back, Kotter, The Richard Pryor Show, Sugar Time!, und Die Zwei von der Tankstelle. Während er in den meisten dieser Serien nur zu Gastauftritten kam, hatte er eine wiederkehrende Rolle in elf verschiedenen Episoden von Welcome Back, Kotter, sowie eine weitere wiederkehrende Rolle in drei Folgen von Sugar Time!. Außerdem gab er 1977 sein Filmdebüt in The Death of Richie von Regisseur Paul Wendkos und hatte im gleichen Jahr einen unwesentlichen Gastauftritt in Lamont Johnsons Mann, du bist Klasse!, in der Hauptrolle mit Robby Benson, mit dem er in weiterer Folge noch mehrmals zusammenarbeiten sollte. Eine weitere und bereits wesentlichere Filmrolle in den 1970ern hatte er in Paul Stanleys Drama Crisis in Sun Valley. Als er selbst hatte er in den 70ern zum Teil sogar wiederkehrende Auftritte in Shows wie Keep on Truckin’, Wacko oder Family Feud.

### Auftritte bis Mitte der 1980er und Durchbruch alsRoger Rabbit
Zu vermehrten Auftritten in Film und Fernsehen kam der Komiker vor allem ab seinen frühen 30ern, als er unter anderem an den Filmen Stirb lachend (1980), Blue Jeans (1980), Die Hand (1981), Nightshift – Das Leichenhaus flippt völlig aus (1982), Nightmare – Mörderische Träume (1984), oder House of God (1984) mitwirkte. Zudem hatte er Gastauftritte in diversen auch international ausgestrahlten Fernsehserien, darunter Polizeirevier Hill Street (1981), Checking In (1981), Hart aber herzlich (1981), The Paper Chase (1983), Simon & Simon (1985), Mr. Belvedere (1985), Punky Brewster (1985), Harrys wundersames Strafgericht (1985), Knight Rider (1985), George Burns Comedy Week (1985), Fast Times (1986), It's a Living (1986), oder Tall Tales & Legends (1986). Zusätzlich besetzte er 1981 in der kurzlebigen Comedy-Serie mit der Rolle des Everett eine der Nebenrollen der Serie und trat in dieser in sechs von insgesamt acht Episoden in Erscheinung. Außerdem war er zwischen 1982 und 1983 als Chuck in einem wiederkehrenden Engagement (4 Episoden) in Laverne & Shirley zu Gast. Des Weiteren war er 1982 in einer Folge der eben erst in diesem Jahr ins Leben gerufenen Show Late Night with David Letterman zu Gast und war 1983 auch Teilnehmer an Thicke of the Night. Nachdem, wie bereits erwähnt, Zemeckis auf Fleischer aufmerksam geworden war und ihn für die Hauptrolle in Falsches Spiel mit Roger Rabbit engagierte, trat Fleischer in den folgenden Jahren vermehrt als Roger Rabbit, sei es in Radio- oder Fernsehwerbungen, in Erscheinung. In den USA erlangte er durch seine Stimme als Roger Rabbit im Laufe der Jahre einen regelrechten Kultstatus. Doch Zemeckis Kultfilm war für den Komiker gar nicht die erste Arbeit als Synchronsprecher, bereits zwei Jahre zuvor wirkte er bei Der tödliche Freund von Wes Craven in dieser Tätigkeit mit, als er dem Roboter BB die Stimme lieh.
Weitere Filmauftritte in den 1980ern hatte er unter anderem in Vision der Dunkelheit von Andrew Fleming (1988), Gross Anatomy, von Thom Eberhardt (1989) oder als Terry in Zemeckis Blockbuster Zurück in die Zukunft II, der weltweit über 332 Millionen US-Dollar einspielte. Neben Serienauftritten in Sonny Spoon, Life's Most Embarrassing Moments und Live! Dick Clark Presents (alles 1988) hatte Fleischer auch Synchronengagements in Mickey's 60th Birthday (1988), ein einer Folge von Hard Time on Planet Earth (1989), sowie in dem ersten von drei Roger-Rabbit-Kurzfilmen Roger in Nöten von 1989. In Roger Rabbit und die Geheimnisse der Toon-Stadt trat Fleischer 1988 nicht nur als er selbst, sondern auch in der Rolle des Roger Rabbit auf. Außerdem war er Co-Präsentator (neben Robin Williams) bei der Verleihung des Special Achievement Awards an den Animator Richard Williams bei der Oscarverleihung 1989. Richard Williams zeigte sich unter anderem auch als Chef-Animator bei der Entwicklung von Falsches Spiel mit Roger Rabbit verantwortlich; der Film wurde sechs Mal für einen Oscar nominiert und gewann diesen wichtigen Filmpreis in drei Kategorien. Weiters war Fleischer in den Jahren 1989 noch in Steven Spielberg: An American Cinematheque Tribute, in drei Folgen der Pat Sajak Show, in zwei Episoden von Wogan (1989 + 1991), sowie beim im Fernsehen übertragenen Charity-Event The Prince’s Trust des Jahres 1989 zu sehen.

### Zahlreiche Engagements in den 1990ern
In den 1990ern trat Fleischer wieder vermehrt als Comedian in Erscheinung, brachte es jedoch nebenbei auch auf zahlreiche Einsätze in Film, Fernsehen, oder als Moderator diverser Veranstaltungen und Preisverleihungen. So war er im Jahre 1990 in Dick Tracy neben diversen Schauspielgrößen zu sehen und hatte in diesem Jahr Auftritte im Be Careful What You Ask For oder als Synchronsprecher in der 15. Episode der 34. Staffel von The Magical World of Disney, der Disneyland's 35th Anniversary Celebration. In diesem Jahr war er auch im zweiten Roger-Rabbit-Kurzfilm Roger im Rausch der Raserei zu hören und war unter anderem Interpret des Liedes Whistle While You Work in Disneyland Fun, dem achten Teil der Sing-mit-uns-Reihe. Weitere Auftritte 1990 hatte er in der US-amerikanischen Stand-up-Comedy-Show One Night Stand, sowie bei den vierten alljährlichen American Comedy Awards. 1991 war Fleischer in einer Episode von Beverly Hills, 90210 und Futures, sowie als Comedian in Comics Only, und London Underground zu sehen. Zu größeren Engagements kam er im Folgejahr, als er unter anderem in einer kleinen Nebenrolle neben Dolly Parton in Sag's offen, Shirlee in Erscheinung trat und im 30. und damit letzten Film aus der Carry-On-Filmreihe, Mach’s nochmal, Columbus, in der Rolle des Pontiac zu sehen war. In der Folge Das Werwolf-Konzert von Geschichten aus der Gruft war er neben Timothy Dalton, Dennis Farina, und Beverly D’Angelo zu sehen; außerdem hatte er einen Auftritt beim im Fernsehen ausgestrahlten Special The Comedy Store's 20th Birthday und war Segment-Host seiner eigenen Serie mit dem Namen The Fleischer Files. Bis Mitte der 1990er kam er nur zu sporadischen TV-Auftritten, so unter anderem in My Girl 2 – Meine große Liebe (1994), Ritter der Dämonen (1995), oder im Partners (1993).
In Roger auf Abwegen, dem dritten und damit letzten Kurzfilm, lieh Fleischer dem Hasen Roger Rabbit zum wiederholten Male die Stimme; dies tat er im gleichen Jahr auch im 1993 erschienen Zeichentrickfilm Vier Dinos in New York, in dem er als Hypacrosaurus Dweeb zu hören war. Des Weiteren war er in diesem Jahr zu Gast bei den Komedy All Stars und in einer Folge von Vicki Lawrences kurzlebiger Talkshow Vicki!. 1994 / 1995 war er in einer Folge der Sitcom Kirk, sowie in Comedy: Coast to Coast, Cybermania '94: The Ultimate Gamers Awards und But... Seriously '94 zu sehen. Am 22. November 1995 trat er unter anderem mit der Gruppe Blues Traveler bei einem Auftritt im Wiltern Theatre in Los Angeles als Gastmusiker an der Harmonika auf. Vermehrte Einsätze hatte er ab 1996, als er in The ABC Saturday Morning Preview Party zu Gast war, sowie in jeweils einer Folge von Baywatch Nights, Lisa – Der helle Wahnsinn und Superman – Die Abenteuer von Lois & Clark mitwirkte. Eine wiederkehrende Rolle in drei Episoden hatte Fleischer in diesem Jahr auch in Bone Chillers, gefolgt von einem Synchroneinsatz in The Best of Roger Rabbit und der CD-Rom-Applikation Walt Disney World Explorer. In den späten 1990ern war der Komiker wieder vermehrt in Filmproduktionen im Einsatz, neben Tupac Shakur und Tim Roth war er in einer wesentlichen Nebenrolle in Gridlock’d – Voll drauf! (1997) zu sehen. Weitere Filmrollen hatte er in Kollisionskurs: Panik im Tower, Permanent Midnight – Voll auf Droge oder Rusty – Der tapfere Held  (alle 1998). Nachdem er 1997 noch in zwei Folgen der Weird Al Show, davon in einer Episode in einer Synchronrolle, mitwirkte, sah man Charles Fleischer 1999 in den Filmen Palmer’s Pickup – Ein abgefahrener Trip und Das einsame Genie. Außerdem war er in einer Episode der Zeichentrickserie Men in Black – Die Serie zu hören und war Gast bei Happy Hour.

### Weitere Engagements im neuen Jahrtausend
Gleich zu Beginn des neuen Jahrtausends trat er in Frankenstein lebt, Bel Air, und G-Men from Hell in Nebenrollen in Erscheinung. Für eine Folge von God, the Devil and Bob war Fleischer 2000 als Synchronsprecher engagiert, zudem sprach er vorrangig den Monumentus, sowie teilweise andere Charaktere in vier Episoden von Captain Buzz Lightyear – Star Command und war als Sprecher beim Videospiel Warriors of Might and Magic zu hören. Weitere Sprechrollen hatte er von 2001 bis 2002 in vier Folgen von 100 gute Hundetaten und in zwei Episoden von Mickys Clubhaus. Des Weiteren war er in der englischsprachigen Originalversion von Balto II – Auf der Spur der Wölfe, der 2002 veröffentlichten Fortsetzung von Balto – Ein Hund mit dem Herzen eines Helden aus dem Jahre 1995, als Hauptfigur Boris zu hören. Im ersten Film hatte diese Sprechrolle noch Bob Hoskins, mit dem Fleischer in der Vergangenheit bereits mehrfach zusammengearbeitet hatte, dabei vor allem in Falsches Spiel mit Roger Rabbit, inne. Als realen Schauspieler sah man Fleischer 2002 in den Filmen The Backlot Murders und The 4th Tenor, sowie im Kurzfilm Brain Juice. 2001 hatte er je einen Gastauftritt in Black Scorpion und Ein Witzbold namens Carey, wo man ihn auch zwei Jahre später in der gleichen Rolle als Dr. Kresheck sah. Außerdem war er zu Gast in einer Episode der Lifetime-Krimiserie For the People, die nach nur einer Staffel mit 18 Folgen wieder eingestellt wurde. Ebenfalls sah man ihn 2001 in der Dokumentation Open Mic, in der neben ihm zahlreiche andere Comedians in Erscheinung traten.
In den nachfolgenden Jahren nahm Fleischers Präsenz im Film- und Fernsehgeschäft merkbar ab, wobei er es in den Jahren 2003 und 2004 noch zu verhältnismäßig vielen Auftritten brachte. So hatte er einen Auftritt in den Filmen Pauly Shore is Dead, Big Kiss und Der Polarexpress, wobei er in letztgenanntem teilweise nur eine Synchronrolle innehatte. Zu erwähnen ist auch, dass er in diesem Film zum wiederholten Male unter seinem Freund Robert Zemeckis arbeitete. Weitere Auftritte hatte er in den beiden Jahren in einer Episode von Comic Remix und The Screen Savers, sowie in den Dokumentationskurzfilmen Who Made Roger Rabbit und Behind the Ears: The True Story of Roger Rabbit. 2004 lieh er in Balto III – Sein größtes Abenteuer ein weiteres Mal dem Charakter Boris die Stimme, ebenso war er Stimmengeber im Videospiel zum Film Der Polarexpress. Danach brachte es Fleischer nur noch zu vereinzelten Auftritten, so auch im Jahre 2005, als er in Freddie mitwirkte. In dieser Serie war er an der Seite des Hauptdarstellers Freddie Prinze junior, mit dessen Vater er bereits in den 1970ern, vor dessen frühen Tod, in Die Zwei von der Tankstelle gespielt hatte, zu sehen. Ebenfalls 2005 wurden die beiden Dokumentationen 100 Greatest Cartoons und The 100 Greatest Family Films ausgestrahlt, in denen Charles Fleischer zu sehen ist. Im Film Zodiac – Die Spur des Killers von 2007 spielt er den ehemaligen Organisten in Stummfilmkinos und Verdächtigen Bob Vaughn, was ihm weitere internationale Bekanntheit einbrachte. Außerdem trat er in diesem Jahr in einer Folge der John Kerwin Show auf und war Gast in den Dokumentationen TED: The Future We Will Create und Greatest Ever 80s Movies. Nachdem er ein Jahr später an einer Folge des Women's Murder Club mitwirkte, spielte er sich selbst in Judd Apatows Kinofilm Wie das Leben so spielt, in den Hauptrollen unter anderem mit Adam Sandler und Seth Rogen. Im 2009 veröffentlichten Horrorfilm Chain Letter hatte Charles Fleischer ebenfalls einen Gastauftritt.
In den Jahren 2010 und 2011 sah man den Komiker, der in all den Jahren nie ganz von der Bühne weg war, sondern neben Film und Fernsehen regelmäßige Bühnenauftritte gab, unter anderem im Spielfilm Negative Space, in der Doku Never Sleep Again: The Elm Street Legacy, sowie in einer Folge von MKP Celebrity Talk und in seiner eigenen Show Fleischer's Universe, die in den Jahren 2010 und 2011 lief, ehe sie eingestellt wurde. 2011 trat er, nach Jahren ohne nennenswerte Synchronrollen, als Sprecher des eher unwesentlichen Charakters des Elbows im Film Rango in Erscheinung. 2013 war er im Kurzfilm Dystopia zu sehen.

## Fleischers deutschsprachige Synchronsprecher
In all den Jahren konnte für Fleischer keine wirkliche Feststimme gefunden werden. Zu den meisten Einsätzen kam dabei jedoch Michael Pan, der die deutsche Stimme in Frankenstein lebt und den beiden Balto-Teilen war. Obgleich bei weitem nicht alle Synchronsprecher bekannt sind, werden von der Deutschen Synchronkartei folgende Sprecher aufgelistet (chronologisch sortiert; mit den dazugehörigen Filmen bzw. Serien und dem Jahr der Veröffentlichung):
- Andreas Mannkopff in Hart aber herzlich (1981) und Ritter der Dämonen (1995)
- Joachim Tennstedt in Nightmare – Mörderische Träume (1984)
- Helmut Gauß in Simon & Simon (1985)
- Helmut Krauss in Falsches Spiel mit Roger Rabbit (1988)
- Wolfgang Ziffer in Falsches Spiel mit Roger Rabbit (1988)
- Tobias Meister in Zurück in die Zukunft II (1989)
- Jan Koester in Geschichten aus der Gruft (1990)
- Kai Taschner in Kollisionskurs: Panik im Tower (1998) und Das einsame Genie (1999)
- Tobias Lelle in Permanent Midnight – Voll auf Droge (1998)
- Michael Pan in Frankenstein lebt (2000), Balto II – Auf der Spur der Wölfe (2002) und Balto III – Sein größtes Abenteuer (2004)
- Sascha Vollmer in Rango (2011)